# 578
سنة 578 م (بالأرقام الرومانية: DLXXVIII) كانت سنة بسيطة تبدأ يوم السبت (الرابط يظهر نموذج الجدول الزمني الكامل للسنة) من التقويم اليولياني. بدأت تسمية السنة ب578 منذ العصور الوسطى المبكرة، عندما أصبح تقويم أنو دوميني هو الأسلوب السائد في أوروبا لتسمية السنوات.

## مواليد
- أبو حذيفة بن عتبة
- عقيل بن أبي طالب
- عبد يغوث الحارثي

## وفيات
- جستن الثاني
- عمرو بن هند ملك الحيرة (تقديرا).